# Шарль Эксбрайя
Шарль Эксбрайя (фр. Charles Exbrayat, наст. имя — Шарль Дюриво, 5 мая 1906, Сент-Этьен, Луара, Франция — 8 марта 1989, Сент-Этьен, Луара, Франция) — французский писатель, один из создателей жанра «иронический детектив», сценарист.
Написал несколько пародий на шпионские боевики, ряд несерийных иронических детективов и 2 серии — о комиссаре веронской полиции Ромео Таркинини и борце за независимость Шотландии — Иможен Мак-Картри. Многие произведения писателя экранизированы (около 40 фильмов), включая телесериал про Иможен Людентек, место действия которого было перенесено из Шотландии в Бретань.

### Романы
- 1947 — Un bien bel homme
- 1948 — Plaies et bosses — Синяки и шишки
- 1957 — La nuit de Santa Cruz — Ночь Святого Распятия
- 1957 — Elle avait trop de mémoire — У неё была слишком хорошая память
- 1958 — Ce mort que nul n’aimait
- 1958 — Vous souvenez-vous de Paco? — Вы помните Пако?
- 1959 — Amour et sparadrap
- 1959 — L’inspecteur mourra seul — Инспектор умрёт одиноким
- 1960 — Aimez-vous la pizza? — Вы любите пиццу?
- 1961 — Des demoiselles imprudentes
- 1961 — Les Blondes et Papa — Блондинки и папа
- 1961 — Avanti la musica!
- 1961 — Méfie-toi, Gône!
- 1961 — Le Quadrille de Bologne — Болонская кадриль
- 1962 — Dors tranquille, Katherine — Покойся с миром, Катрин! [Всё спокойно в Гейдельберге]
- 1962 — Une ravissante idiote — Очаровательная идиотка
- 1962 — Le temps se gâte à Zakopane — Над Закопане сгущаются тучи
- 1962 — Espion, où es-tu ? — Ау, шпион, ты где?
- 1963 — Les Filles de Folignazzaro — Алиби на выбор [=Девушки из Фолинаццаро]
- 1963 — Olé !… Torero ! — Оле, тореро!
- 1963 — Quel gachis, inspecteur! — Ну и наломали вы дров, инспектор!
- 1963 — Les Douceurs provinciales
- 1963 — Et qu'ça saute! — И пусть всё летит к чертям!
- 1964 — On se reverra, petite! — Мы ещё увидимся, детка! [Мы ещё встретимся, крошка!]
- 1964 — La Honte de la famille — Семейный позор
- 1964 — Barthelemy et sa colere — Гнев Бартолеми
- 1964 — Joyeux Noël, Tony — Счастливого Рождества, Тони!
- 1964 — Les Messieurs de Delft — Дельфтские «Господа»
- 1965 — Le colonel est retourné chez lui
- 1965 — Une petite morte de rien du tout
- 1965 — Vous manquez de tenue, Archibald — Ведите себя прилично, Арчибальд!
- 1965 — Le Voyage inutile
- 1965 — Mandolines et barbouzes — Мандолины и шпионы
- 1966 — Les Dames du Creusot — Дамы из Крезо
- 1966 — Une brune aux yeux bleus
- 1967 — Pour Belinda — Ради Белинды
- 1967 — Mortimer !… Comment osez-vous ?
- 1967 — Il faut chanter, Isabelle! — Придется платить, Изабелль!
- 1967 — Le Dernier des salauds — Последняя сволочь
- 1968 — Un joli petit coin pour mourir — Уютный уголок, где так приятно умереть
- 1968 — Felicite de la Croix-Rousse
- 1968 — Les Amours auvergnates — Овернские влюбленные
- 1968 — Chant funebre pour un gitan — Заупокойная по цыгану
- 1969 — Tout le monde l’aimait — Её все любили
- 1969 — Les amoureux de Leningrad — Ленинградские влюбленные
- 1969 — Un matin, elle s’en alla
- 1969 — Cet imbécile de Ludovic — Этот дурень Людовик
- 1970 — Un bien bel homme
- 1970 — Des filles si tranquilles
- 1970 — Les Menteuses — Лгуньи [=Вендетта по-корсикански, Вруньи]
- 1970 — Le Clan Morembert — Клан Морамбер
- 1971 — La Petite Fille à la fenêtre — Девочка в окошке
- 1971 — Pour ses beaux yeux
- 1971 — Au «Trois Cassoulets»
- 1972 — Pourquoi tuer le pépé? — Зачем убивать дедулю?
- 1972 — Quand Mario reviendra
- 1972 — Ton amour et ma jeunesse
- 1973 — Des filles si tranquilles
- 1973 — Porridge et polenta
- 1973 — Qui veut affoler Martine?
- 1973 — Sainte crapule
- 1974 — Bye, bye cherie!
- 1974 — C’est pas Dieu possible!
- 1974 — En souvenir d’Alice
- 1974 — J’aimais bien Rowena
- 1975 — Marie de nos vingt ans
- 1975 — Fini de rire, fillette
- 1975 — Le petit fantome de Canterbury
- 1976 — Deux enfants tristes
- 1976 — Caroline sur son banc
- 1976 — Tu n’aurais pas du, Marguerite
- 1976 — Des amours compliquées
- 1977 — Le nez dans la luzerne
- 1977 — En souvenir d’Alice
- 1977 — La Balade de Jenny Plumpett
- 1978 — Fini de rire, fillette!
- 1978 — Un coeur d’artichaut
- 1978 — La haine est ma compagne
- 1979 — Caroline sur son banc
- 1979 — Le sage de Sauvenat
- 1979 — Trahisons en tout genre
- 1980 — Le Nez dans la luzerne
- 1980 — Le chateau des amours mortes
- 1981 — L’honneur de Barberine
- 1981 — Une vieille tendresse
- 1983 — Ma belle irlandaise
- 1983 — La Plus Jolie des garces
- 1984 — Vous auriez pas vu la Jeanne, des fois?
- 1985 — Un garcon sans malice

## Фильмография

### Сценарист
- 1942 — Фантастическая симфония